# Caladenia drummondii
Caladenia drummondii är en orkidéart som beskrevs av George Bentham. Caladenia drummondii ingår i släktet Caladenia och familjen orkidéer. Inga underarter finns listade i Catalogue of Life.